# Almanzor
Pour les articles homonymes, voir Almanzor (homonymie) et Al-Mansur.
Pour des articles plus généraux, voir Al-Andalus et Histoire d'al-Andalus.
Almanzor ou Al-Mansur, né à Algésiras vers 937-938 et mort à Medinaceli le 11 août 1002, est un chef militaire et homme d'État andalusi. Al-Mansûr, qui signifie « le victorieux » en arabe, est devenu Almanzor en espagnol. Vizir du palais du calife omeyyade de Cordoue, Hichâm II (976-1013), il obtient, à force d’intrigues, d’assassinats politiques et de nombreuses victoires à travers la péninsule ibérique, tout pouvoir en al-Andalus de 978 à sa mort en 1002, fondant ainsi la courte dynastie amiride.
Sa fulgurante ascension au pouvoir a été expliquée par une soif de domination, mais l'historien Eduardo Manzano Moreno souligne que « elle doit s'entendre au sein des complexes luttes internes au sein de l'administration ommeyyade » [...] « Notre homme ne marcha pas sur le pouvoir en solitaire, il était appuyé par un réseau complexe de relations familiales (...). Dès la disparition d'Al-Hakam II, les grandes familles de l'administration cordouane décidèrent de se ranger en appuyant le vizir Almanzor. Sa domination met fin à l'influence que les fonctionnaires eunuques et des esclaves avaient alors.
Son image de « champion de l’islam » a servi à justifier sa prise d’autorité gouvernementale.

## Jeunesse

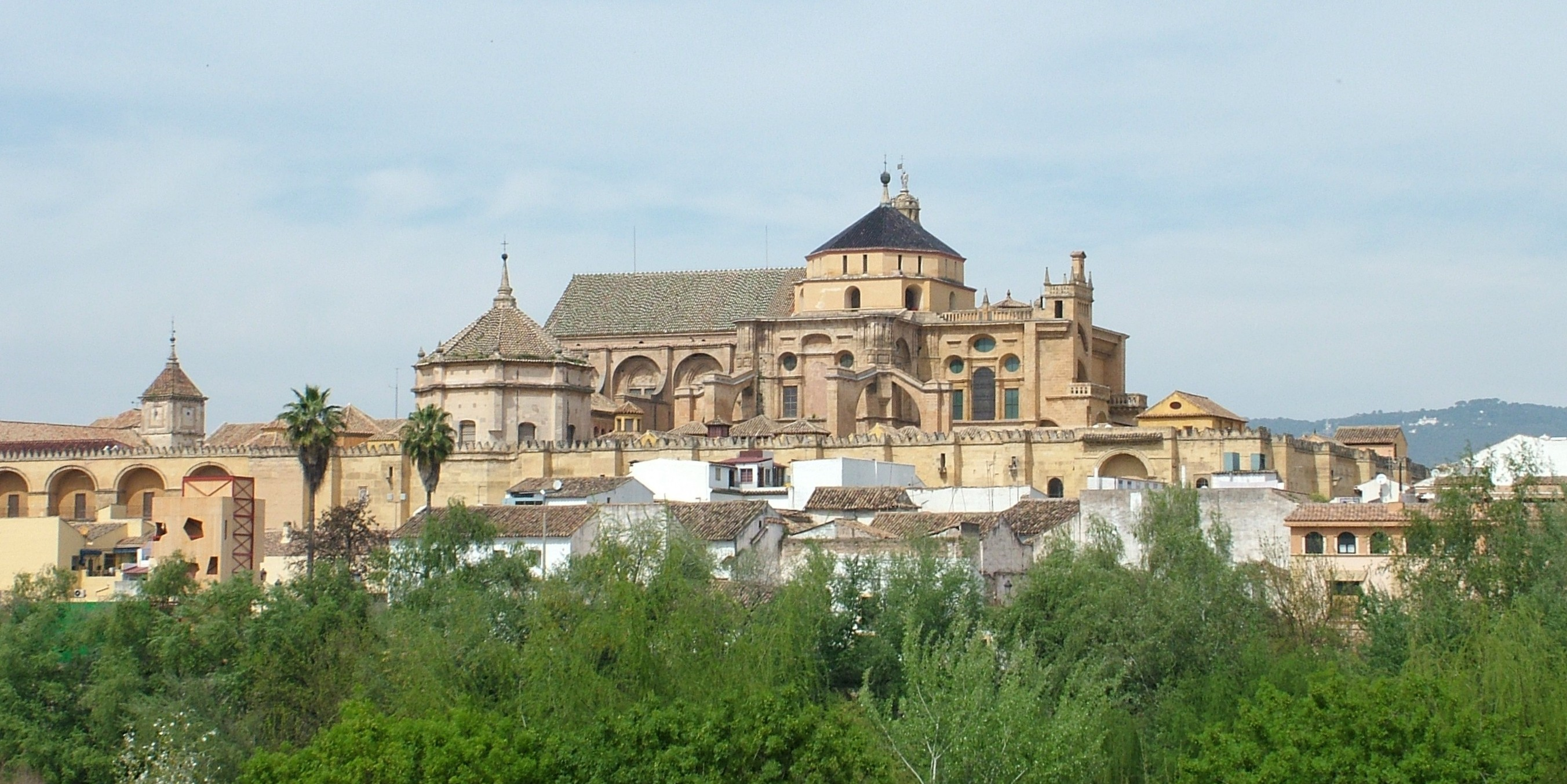
Mosquée de Cordoue transformée aujourd'hui en cathédrale où Almanzor étudie le fiqh et le hadîth.

Muhammad ibn Abî'Amir est le fils d'Abd-Allah, issu d'une riche famille arabe yéménite de cadis et de juristes, les Banû Ma'âfir; sa mère Borayha quant à elle est issue d'une famille arabe. Un de ses ancêtres, Abd al-Malik, avait participé en 711 à la conquête de l'Hispanie wisigothe sous les ordres de Tariq ibn Ziyad et obtenu une terre en Andalousie, près d'Algésiras dans le village de Torash. C'est sur cette même terre que naît Almanzor trois siècles plus tard.
La date de sa naissance n'est pas connue avec précision, mais sa mort en 1002, selon Ibn Idhârî à l'âge de 65 ans, permet d'en déduire qu'il naît vers 937/938. Cette date confirme de peu les écrits d'al-Abbâr qui donnent 939/940 pour année de naissance, date d'autant plus marquante qu'elle correspond à la défaite de Simancas. L'enfance d'Almanzor est tout aussi méconnue. Son père meurt à Tripoli au cours de son pèlerinage à la Mecque. Très jeune, il quitte sa famille pour suivre des cours de magistrature à Cordoue, à l'époque un des centres d'études les plus prestigieux du monde musulman. Studieux, il y acquiert de solides connaissances juridiques sous les cours d'éminents enseignants dont certains, invités par la calife Al-Hakam proviennent même de Baghdad comme Abu Bakr ibn Mu'âwiya Al-Qurayshî, un traditionaliste reconnu,. Très tôt, il fait preuve d’ambition, annonçant par exemple un soir à ses amis qu'un jour il deviendra gouverneur du pays. Chacun des présents, se prenant au jeu, lui annonce la fonction qu’il souhaiterait occuper ; une fois arrivé au pouvoir, il attribue les charges ainsi demandées.
Il débute comme écrivain public, poste qu'il occupe jusqu'en 967, où il devient aide-greffier au prétoire du cadi en chef de la capitale. Apprécié pour ses qualités, il est rapidement transféré aux ordres du vizir Al-Mushafî, un vieil homme originaire d'une famille modeste de Valence qui a gravi les échelons sous le règne d'Al-Hakam II. Cette mutation lui permet d'atteindre les hautes sphères du pouvoir.

## Ascension

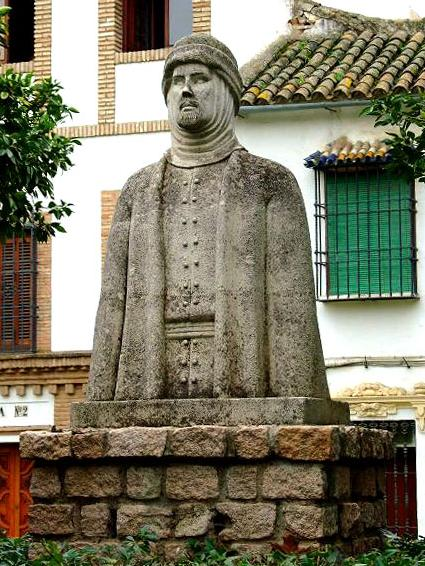
Al Hakam II, sous le règne duquel Almanzor atteint les hautes sphères du pouvoir.

Au service d'Al-Mushafî, Almanzor devient, grâce à ses compétences, son honnêteté et son éducation, administrateur des biens du fils du calife Abd al-Rahmân et de sa mère la princesse Subh, une captive vasconne qu'Al-Hakam II avait choisie pour favorite. Cette fonction marque le début de la carrière politique d'Almanzor. D'une habileté remarquable il est désigné dès septembre 967 sâhib al-sikka c'est-à-dire directeur de l'atelier monétaire de Cordoue. L'appui de la princesse Subh lui permet de gravir rapidement les échelons. Le 1er décembre 968, il est promu comme sâhib al-mawârîth c'est-à-dire curateur des successions vacantes, chargé de l’administration des biens en déshérence. En octobre 969, il devient cadi de Niebla et de Séville et finalement, en juillet 970, après la mort du jeune prince Abd al-Rahmân, il reçoit de nouveau la charge de gérer la fortune du nouvel héritier, Hicham II. Cette très rapide ascension est l’objet de critiques au sein du peuple et éveille la méfiance du calife Al-Hakam II, qui continue néanmoins à lui confier différentes missions.
Ainsi, Almanzor reçoit rapidement le titre de cadi suprême (qâdi al-qudât), lui permettant d'être garant de la justice pour l'ensemble de l’oumma sunnite, et traite les affaires relatives aux testaments, aux biens de mainmorte, aux divorces, aux partages, aux successions et à l'administration des biens des orphelins. Cette lourde charge prouve la confiance que lui accorde malgré tout le calife ; ainsi, au mois de juillet 973, il est chargé de se rendre au Maghreb afin de porter des présents à plusieurs chefs berbères ralliés à la cause du calife. C’est au cours de ce voyage qu'il comprend le parti qu'il peut tirer des populations berbères et de leurs chefs qui constituent un réservoir inépuisable de combattants.
La mission au Maghreb d'Almanzor est un succès et il ne manque d'ailleurs pas d’informer régulièrement le calife de son bon déroulement et ne rentre à Cordoue qu'au mois de septembre 974 avec tous les honneurs. En moins de dix ans, Almanzor est devenu un des personnages les plus importants du régime et une personne de confiance pour le calife Al Hakam II. Toutefois il lui reste encore un obstacle, le chambellan (hâdjib), Dja'far al-Mushafî, à la tête du gouvernement, de l’armée et des services de renseignement, qui étend son autorité sur les gouverneurs provinciaux et surtout bénéficie du privilège d'être le seul vizir à pouvoir s'entretenir quotidiennement avec le calife. C'est ce titre qu’Almanzor convoite désormais,.

## Crise de succession

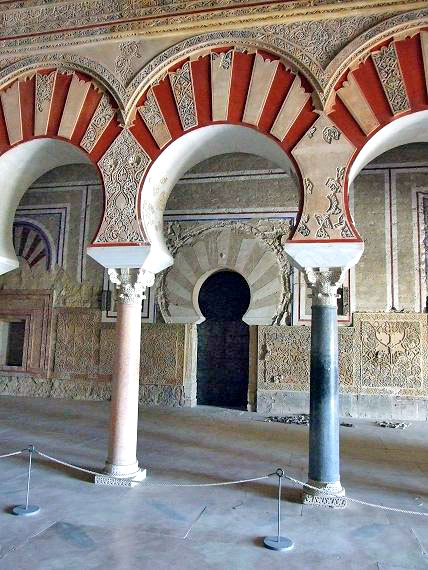
Madinat al-Zahra, où Almanzor enferme le jeune Hishâm II.

Au printemps 975, Al-Hakam II vieillissant quitte Madînat al-Zahra pour rentrer à Cordoue et s’assure de nommer son fils comme successeur en invitant le 5 février 976 les notables à signer l'acte déclarant Hishâm comme son héritier et c'est à Almanzor, entre autres, que revient la charge de faire parvenir à travers la péninsule et en Afrique du Nord le document qu'aucun notable n’osera refuser de peur de désobéir au calife. Al-Hakam meurt quelques mois plus tard, le 1er octobre 976,, laissant un royaume divisé ; le parti des esclavons (saqâliba), issus d'esclaves européens (principalement slaves) affranchis formant une caste au sein du royaume, a acquis en quelques décennies une grande puissance du fait de leurs importantes fonctions au sein du gouvernementLes esclavons, dont la seule ville de Cordoue compte près de 15 000 membres, s'opposent régulièrement à l'aristocratie arabe.
Ce conflit fragilise la stabilité du pays et un complot esclavon est organisé dès la mort d’Al-Hakam II. Menés par Fâ'ik al-Nizâmî, grand maître de la garde-robe et des manufactures, et Djawdhar, grand orfèvre et grand fauconnier, le groupe des eslavons souhaite placer sur le trône le frère d'Al-Hakam II, Al-Mughîra,. Ce dernier présente l'avantage d'être âgé de 27 ans, alors que Hishâm le successeur désigné n'avait qu'une dizaine d'années. La crainte que son très jeune âge puisse provoquer une crise dynastique est une menace que les esclavons souhaitent écarter. Mis au courant du complot, le chambellan Al-Mushafî dénonce immédiatement les meneurs et la tentative de priver le futur calife de ses droits est un échec,. Un conseil est tenu afin de porter au pouvoir le jeune Hishâm tandis qu’al-Mushafî décide d’assassiner al-Mughîra et charge Almanzor de la besogne. À son arrivée au palais d'Al-Mughîra, Almanzor l’interroge sur ses intentions et son aspiration au pouvoir ; Al-Mughîra, comprenant le but de la visite, jure une totale obéissance au nouveau calife Hishâm. Pris de pitié, Almanzor envoie immédiatement une lettre à Al-Mushâfi pour lui assurer que le frère du défunt calife ne constitue pas une menace et que son élimination n’est pas nécessaire. En dépit de ses arguments, Almanzor doit accomplir sa mission et charge ses soldats d’étrangler Al-Mughîra et de maquiller le meurtre en suicide. À son retour auprès d'Al-Mushâfi, Almanzor est accueilli avec reconnaissance.
Craignant pour leurs vies, Fâ'ik et Djawdhar se rangent immédiatement à la décision d'Al-Mushafî et, le 3 octobre 976, Hishâm II est intronisé. Au cours de la cérémonie, Almanzor est chargé de lire à haute voix l’acte d'investiture durant lequel les dignitaires et juristes prêtent serment d’allégeance (bay'a) au nouveau calife. L’intronisation du nouveau calife n'est cependant pas du goût de tous, l’âge de ce dernier, impliquant une régence, et une rumeur faisant état de troubles mentaux de celui-ci accentuent la vague de réprobation née de l’assassinat d'Al-Mughîra. Ces évènements permettent à Almanzor et Al-Mushafî de s’entraider voire de s'apprécier, afin de déjouer les complots qui les visent tous les deux. Aidés par Subh, la mère du jeune calife, Almanzor et Al-Mushafî mettent tout en œuvre pour apaiser les tensions et rendre le nouveau calife populaire. Le 8 octobre 976, le nouveau calife en habit d'apparat est présenté aux habitants de Cordoue et, pour l'occasion, la taxe sur l'huile est abolie, faisant la joie du peuple. Almanzor reçoit quant à lui le titre de vizir et Al-Mushâfi accède au poste de hâdjib, l'équivalent d'un premier ministre,.
Ces mesures pour accroître la popularité du jeune calife n'empêchent pas les esclavons de continuer leurs complots. Alertés qu'une révolte menée par Fâ'ik et Djawdhar couve au sein de l'Alcazar, Almanzor et al-Mushafî arrêtent les meneurs. Djawdhar présente sa démission et quitte le palais califal et Fâ'ik est déporté dans l'une des îles des Baléares où il meurt peu après. Un grand nombre des cadres esclavons de l'armée sont radiés et privés de solde, ce qui ne manque pas de réjouir la population de Cordoue qui n'apprécie guère leur insolence. Les trois personnes les plus importantes du califat sont désormais Almanzor, Al-Mushafî et Ghâlib, le gouverneur de la Marche moyenne, une région particulièrement vulnérable mais stratégique pour les campagnes en direction des royaumes de Castille et de León.

## L'ascension au pouvoir

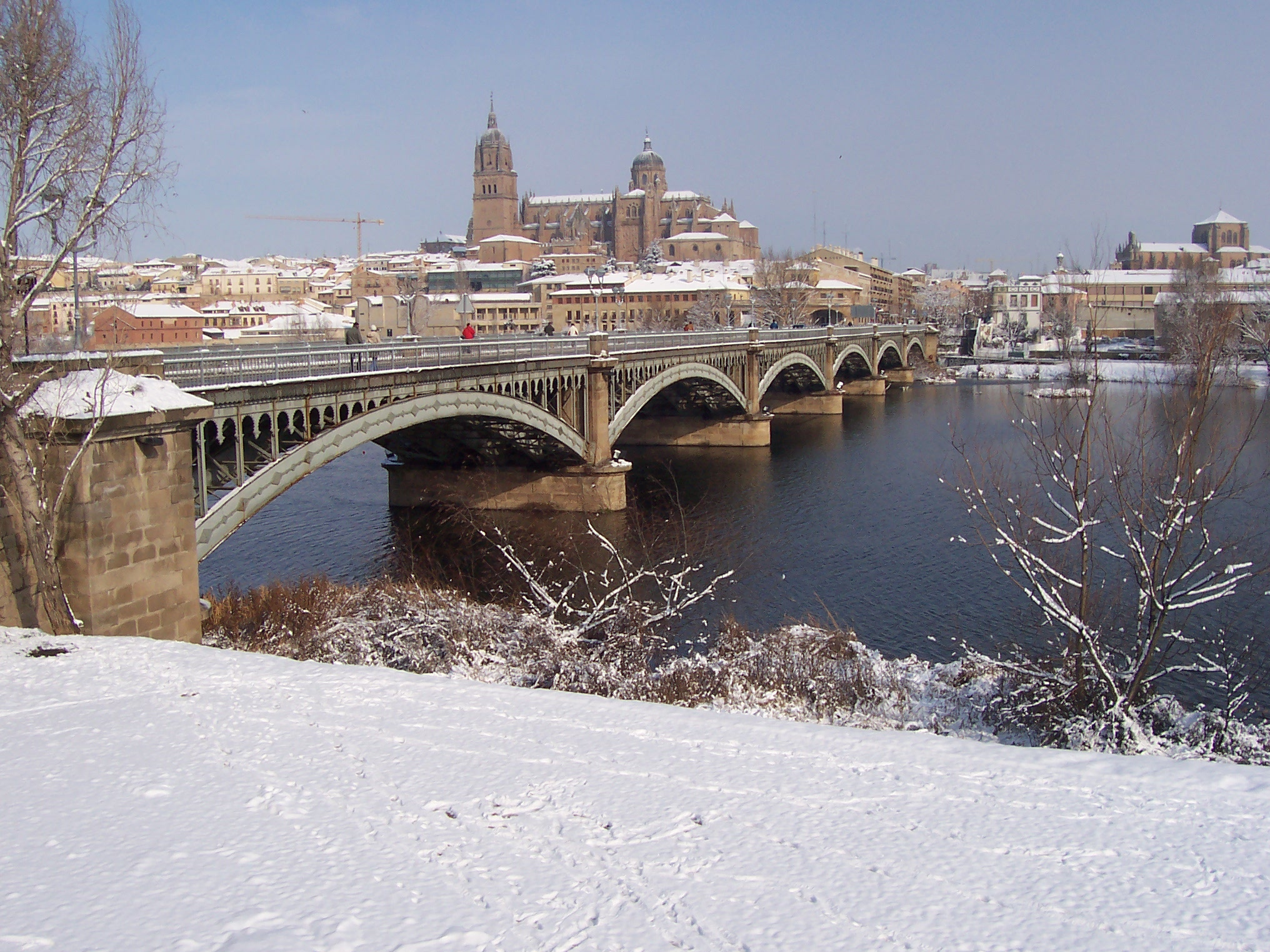
Salamanque, ville attaquée par Almanzor en 977 en riposte à l'attaque des rois chrétiens.

Le nouveau calife installé au pouvoir, Almanzor concentre désormais ses efforts sur le terrain du djihad. La maladie et la mort d'Al-Hakam II et l'avènement d'un souverain très jeune incitent les royaumes chrétiens à attaquer les régions situées entre le Tage et le Douro, voire à s'approcher dangereusement de Cordoue,. Almanzor conseille à Al-Mushafi de prendre rapidement des mesures. Ce dernier approuve l'idée d'une riposte mais ne trouve personne pour la diriger à part Almanzor qui exige une somme exorbitante de cent mille dinars accordés faute d'alternative,,. En février 977, Almanzor regroupe les meilleurs soldats du royaume et prend le chemin de la guerre en assiégeant Al-Hamma, une forteresse située aux confins du royaume de León et de l'Estrémadure et construite par le roi Ramire II après sa victoire à la bataille de Simancas. Les importantes richesses issues de la campagne militaire et ramenées à Cordoue le 17 avril 977 par Almanzor lui valent la sympathie du peuple et de l'armée et en particulier celle de Ghâlib avec lequel il a combattu durant plusieurs années,. Cette victoire constitue un sérieux revers pour les rois chrétiens qui cessent leurs attaques contre le califat. La campagne victorieuse contre Al-Hamma représente un grand succès pour Almanzor et éteint toute critique au sein d’une armée plutôt défiante envers ce juriste devenu chef militaire. Dorénavant, l'armée lui est totalement dévouée.

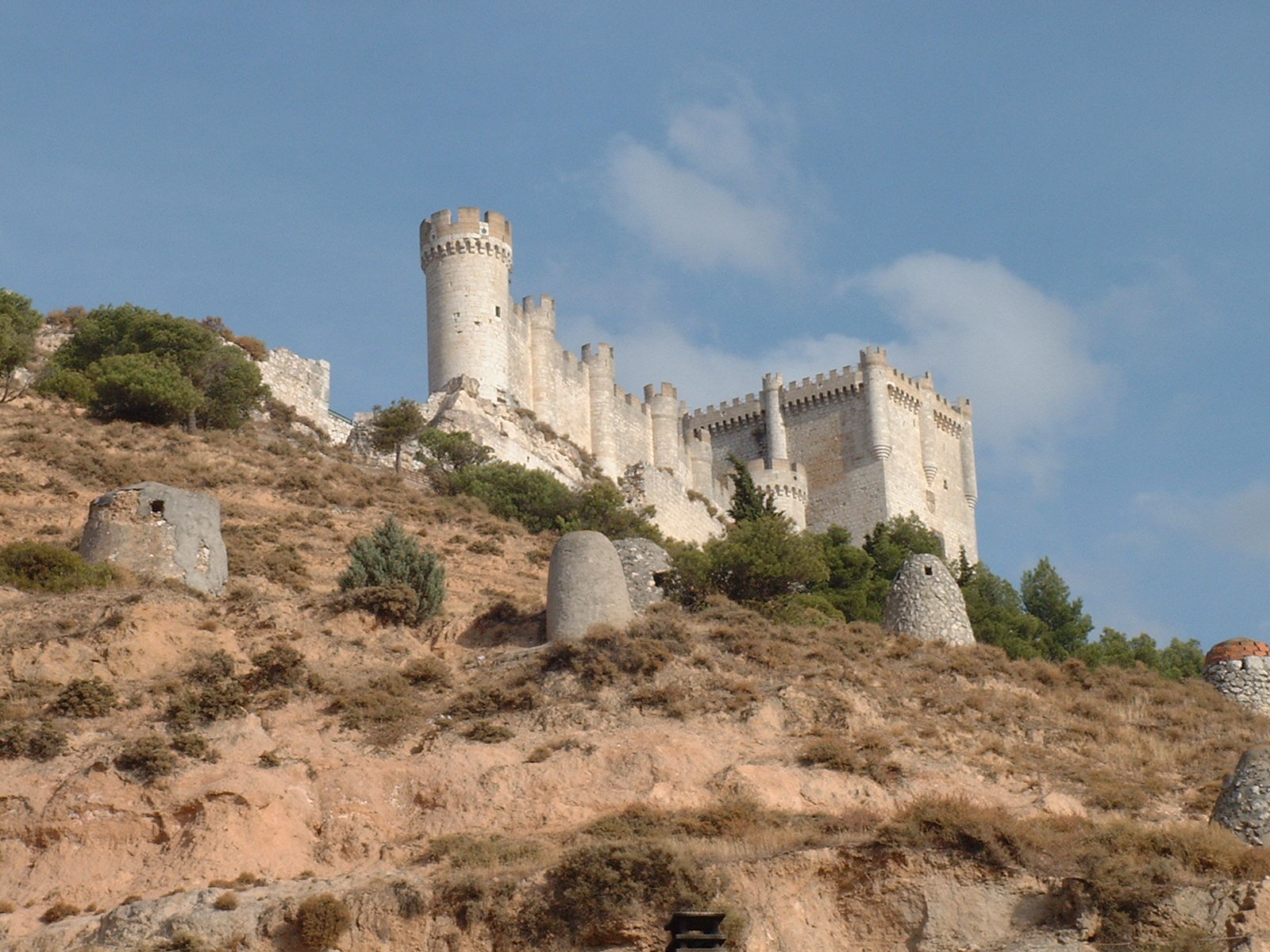
Le château de Peñafiel, pris par Almanzor en 983.

Plus rien n'empêche Almanzor de s’emparer du pouvoir si ce n'est l'hadjib Al-Mushafî lui-même et au fur et à mesure qu’augmente le prestige d'Almanzor, celui d'Al-Mushâfi descend ; homme de lettres et poète, il paraît faible comparé au général. De plus, ses origines modestes constituent un handicap auprès de la noblesse qui le considère comme un parvenu. C’est en particulier le cas de Ghâlib qui hait l'idée qu'une personne n'ayant jamais participé à une bataille puisse être premier ministre,. L'éviction d'Al-Mushâfi est facilitée par les vives critiques à son encontre. Accusé de favoriser la nomination de membres de sa famille pour des postes importants, Al-Mushafî est en proie à la jalousie de nombreux dignitaires qui lui reprochent d'être un piètre homme d'État,. Almanzor utilise cette opposition pour parvenir à ses fins et, grâce au prestige acquis par ses nombreuses victoires militaires et à son alliance avec Ghâlib, dont il épouse la fille,, le projet de renverser Al-Mushafî se réalise le 26 mars 978 avec l’arrestation de ce dernier, de ses fils et de son neveu,. Leurs biens sont confisqués et ils sont condamnés à de lourdes amendes. Al-Mushafi meurt assassiné en prison. Almanzor, durant tout le procès, prend un plaisir apparemment injustifié à maltraiter celui qui l’a mené en haut du pouvoir. Le coup de force d’Almanzor n'est toutefois pas du goût de tous ; très rapidement, des résistances apparaissent, ainsi que des complots visant à remplacer le calife Hishâm II par un des petits-fils d'Abd al-Rahman III, Abel-Rahman ibn Oubeid-Allah. Almanzor réprime brutalement cette contestation en exécutant les conspirateurs,.
Une fois Al-Mushafî mort, la dernière limite à l'accession au pouvoir d'Almanzor est le calife Hishâm II. Dominé par sa mère Subh, de santé fragile et atteint de troubles mentaux, Hisham II n'a qu'un rôle représentatif et c'est à Almanzor que revient la mission de défendre la religion, mener la guerre contre les infidèles, protéger les frontières ou encore de faire exécuter les jugements. Selon les travaux de Reinhard Dozy, il apparaît qu’Almanzor ne souhaite pas et surtout ne peut pas usurper le titre de calife, une idée inadmissible pour la population car les Ommeyyades, héritiers de la première dynastie musulmane, représentent le seul et unique lien unissant l’oumma. Les juristes confirment à Almanzor qu'en cas de destitution du calife, le nouveau souverain doit appartenir à la famille Quraych. Ses nombreuses victoires ne peuvent compenser le handicap constitué par l’absence de légitimité dynastique,.
Dans l’impossibilité de se faire élire calife, Almanzor s'adapte à la situation. En mars 991 il abandonne le titre de hâdjib, tout en l'attribuant à son fils Abd al-Malik, et s’approprie celui de roi (malik). À partir de 992/993, il supprime le sceau du calife Hishâm II sur les écrits officiels pour n’utiliser que le sien et à partir de janvier 996, il décrête qu'on ne s'adresserait à lui qu'en employant le titre de sayyîd tout en l'interdisant pour les autres dignitaires. Il s'attribue également l’appellation souveraine de noble prince (malik karîm). Finalement, en 998, il obtient le serment qu’après la mort du calife Hishâm II, le pouvoir lui soit officiellement remis ainsi qu’à sa descendance.

## Fondation d'al-Madînat al-Zâhira

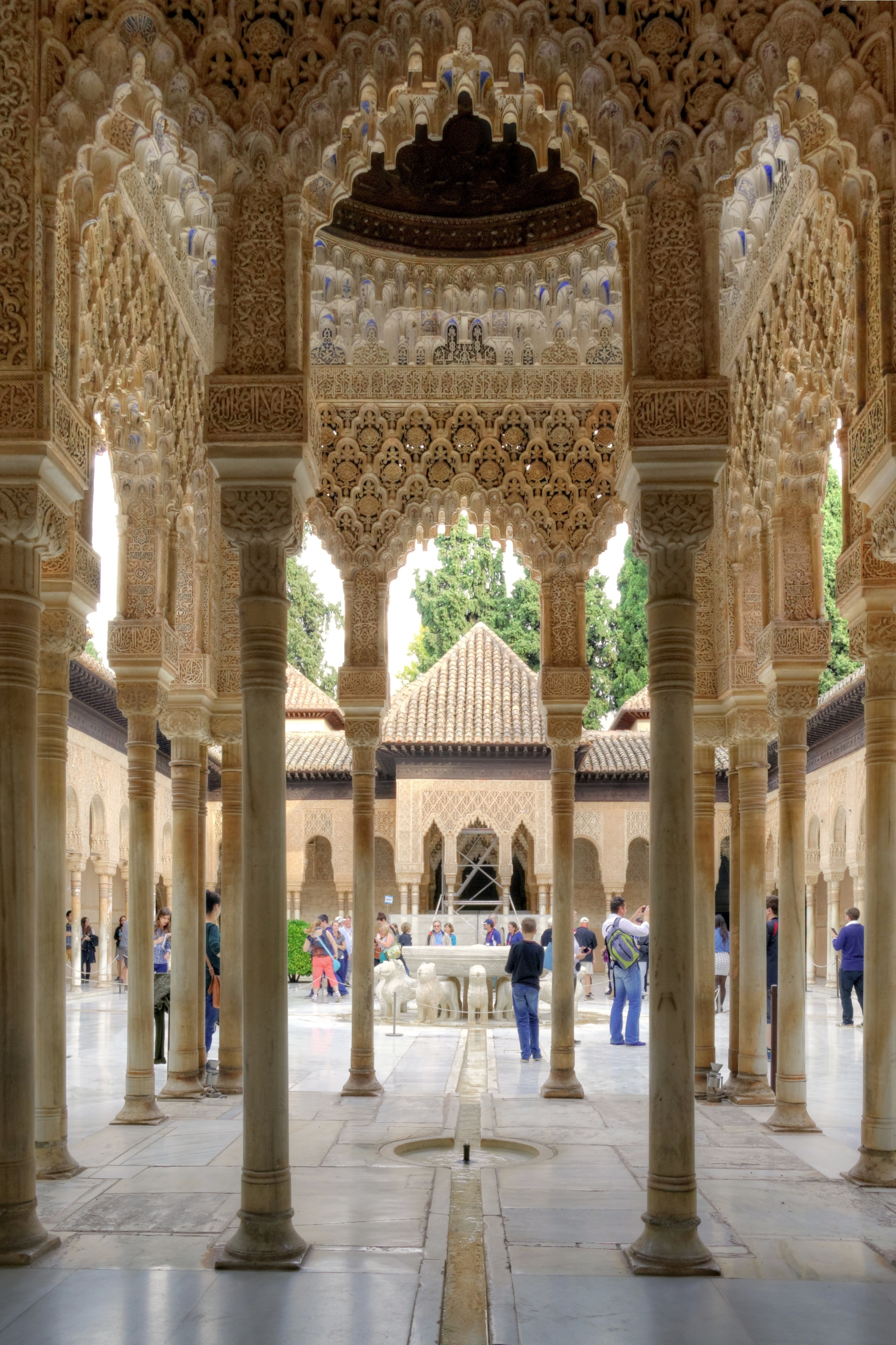
La Cour des Lions de l’Alhambra permet d'imaginer la splendeur de Madînat Al-Zâhira.

Construite à partir de 936 par les Omeyyades d’Espagne sous le règne d’Abd al-Rahman III, Madînat Al-Zâhra est une ville nouvelle bâtie par le calife en honneur de sa favorite nommée Zahra. La construction de la ville s'inscrit dans la tradition arabo-islamique qui veut que chaque nouvelle puissance édifie sa propre résidence. Almanzor ne déroge pas à la règle et, bien qu'il ne soit pas calife, il a pour projet de montrer sa puissance et de rivaliser avec la cité califale en fondant sa propre ville : Al-Madînat al-Zâhira. En la faisant construire à l'est de la capitale, alors que la première est à l'ouest, Almanzor a pour objectif de montrer le changement,.
Selon Al-Fath ibn Khaqan, repris par Ibn Idhari ou encore Al-Himyarî, c'est en 978-979, à peine un an après son arrivée au pouvoir, qu'Almanzor entreprend la construction de Madînat Al Zahîra (en arabe ﺍﻟﻤﺪﻳﻨـة ﺍﻟﺰﺍﻫﺮة, la ville resplendissante). Le choix de l'emplacement est volontaire, en la plaçant à l'extérieur de la ville de Cordoue, le nouveau dirigeant souhaite s'éloigner de la population qui pourrait se révolter et donc en plus d’être un lieu d'habitation, la cité sert également de forteresse. Bien que construite dans un but défensif, la nouvelle citadelle est un joyau architectural selon les contemporains d'Almanzor.

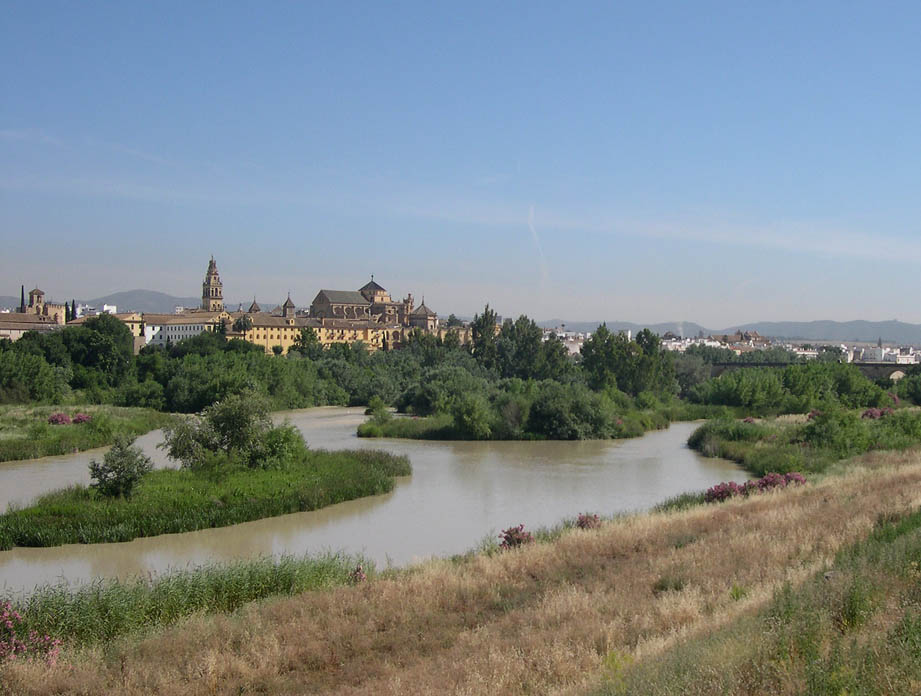
Le Guadalquivir à Cordoue sur les rivages duquel est bâti le palais d'Almanzor.

La cité est entourée par une muraille comprenant plusieurs portes et bâtie sur un terrain nivelé. À l'intérieur, dans un cadre luxueux Almanzor fait construire des demeures pour lui, ses fils et les dignitaires de son entourage. On y trouve également des bureaux pour les chanceliers, des marchés, une mosquée située près de la porte de la ville, des magasins pour les dépôts d'armes et de grains. Les terrains environnants sont attribués à de hauts fonctionnaires ou transformés en jardins s'étageant en terrasses vers le Guadalquivir. Très rapidement, la cité et ses environs se développent. Selon Ibn Idhârî, la construction de la ville emploie un nombre considérable d'ouvriers, d'artistes réputés et de manœuvres, amenant une dépense importante. De la cité bâtie par Almanzor, il ne reste aujourd'hui que de rares poèmes témoignant de sa splendeur : ses jardins de violettes, de jonquilles, de lis, de narcisses et de roses, les sièges en marbre, les étangs parés de nénuphars et de fontaines,.
Fier de son œuvre, Almanzor demande même au conseil des faqîh (shûra) la possibilité de faire de la citadelle une grande mosquée afin d'y effectuer chaque vendredi la prière en commun. Le droit islamique et la sunna ne prévoyant pas l’existence de deux grandes mosquées au sein d'une même ville, les religieux refusent la proposition. Bien que mécontent, Almanzor se conforme à l'avis des faqihs et on peut y voir dans ces évènements entre autres, la cause de l'agrandissement de la grande mosquée de Cordoue.
Almanzor abrite une foule de poètes et d'artistes car il est convaincu que la poésie est le meilleur témoignage de la gloire d’un gouvernement. L’accompagnant au cours de ses expéditions, ils jouent un rôle majeur au sein du palais car ils chantent les exploits d'Almanzor et des batailles qu'il mène. Triés sur le volet, leur connaissance de la langue arabe leur ouvre même les fonctions administratives.
Aussi exceptionnelle qu'ait été Madînat Al-Zâhira, sa fin n'en est que plus brutale. Le 15 janvier 1009, la cité est mise à sac par la population de Cordoue en colère qui emporte tout ce qui faisait autrefois le prestige du lieu. Les joyaux, les vêtements d'apparat, le marbre et même les portes sont enlevés afin d'effacer toute trace d'Almanzor, laissant le lieu totalement à l'abandon. Le souvenir de Madînat Al-Zâhira reste malgré tout longtemps dans les mémoires et plusieurs siècles après, les chroniqueurs arabes en font encore état dans leurs écrits. Il ne reste plus aucune trace de la citadelle à l’exception de sa mention dans les poèmes et textes témoignant de la cité perdue et de quelques rares éléments conservés au musée archéologique de Madrid et au musée de Cordoue.

## L'épreuve du pouvoir

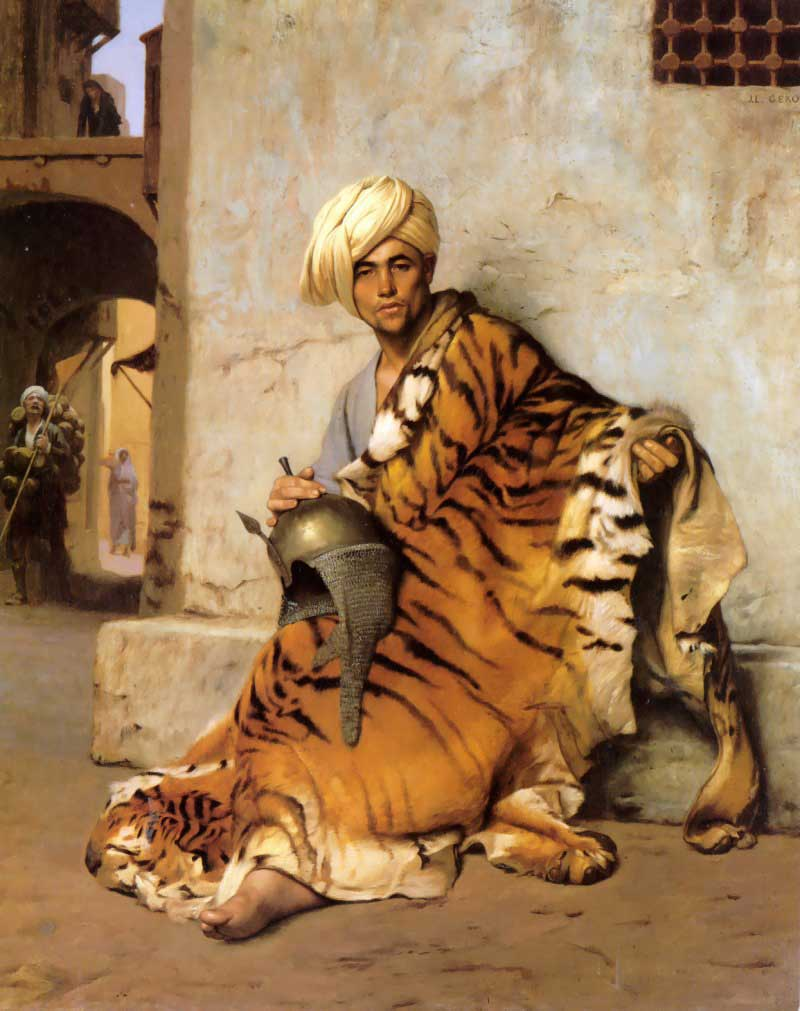
Le marchand du Caire, Jean-Léon Gérôme (1824–1904).

Une fois le pouvoir califal entre ses mains, même s’il n’est pas lui-même calife, Almanzor connaît les premières crises qu’il affronte en évoluant vers une autocratie dite « dictature amiride ». Le nouveau chef d'Al-Andalus commence par éliminer toutes les personnes qui pourraient lui nuire. Dans le même temps, il se démarque par la réalisation de grands travaux d’intérêt public et mène la guerre sainte dans toute la péninsule Ibérique.
Almanzor cultive une personnalité ambiguë. Il peut faire preuve d'une brutalité inouïe et n’hésite pas à faire assassiner ceux qui n'approuvent pas sa politique. Il effectue également une purge au sein de l'élite (alors en majorité arabe) du pays qui affiche son soutien à la dynastie omeyyade. L'année 996 est celle de la rupture avec Subh, l’épouse de l'ancien calife Al-Hakam II, qui tente vainement de restaurer le pouvoir de son fils. Almanzor déjoue le complot et Subh renonce définitivement à ses ambitions. En 998, Hishâm est installé à Madînat Al-Zahîra où il est définitivement privé de ses pouvoirs.
Dans le même temps, Almanzor peut faire preuve d'une grande générosité, d’une bravoure qui lui vaut le surnom de champion du jihad et d’un sens aigu de la justice dont de nombreux auteurs arabes vanteront les mérites. Il est un souverain bâtisseur qui agrandit la Mosquée de Cordoue et construit le coûteux pont sur le Guadalquivir, très apprécié par la population cordouane, ainsi que d’autres sur le Genil ou à Tolède,. Il prend des mesures radicales contre la criminalité à Cordoue, en augmentation sous Al-Mushâfi. Il n’hésite pas d'ailleurs à exécuter son propre fils condamné pour crime démontrant ainsi qu’avec lui il n'y a plus de privilèges,. Il défend le peuple contre les Esclavons qui outrepassent leurs droits et fait appliquer les sentences de justice, comme pour un de ses hommes de confiance qui bat son épouse. Condamné par le grand cadi Ibn Zarb qui le fait jeter en prison, le mari violent espère recouvrer la liberté grâce à sa proximité avec Almanzor. Celui-ci lui répond :

« Celui dont tu te plains est le cadi et il est dans son droit ; il m’aurait appliqué la loi que je ne pourrais m’y soustraire. Retourne donc en prison et avoue tes torts, c'est ainsi que tu pourras recouvrer la liberté. »

Al-Fath ibn Khaqan écrit d'ailleurs à propos d'Almanzor :

« Grâce à lui l’ordre régna dans les provinces, les routes ne laissèrent rien à désirer, tous les chemins devinrent sûrs, toutes les caravanes voyagèrent tranquilles. Il régna en Espagne plus de vingt années, sans que l’on pût rien reprocher au bonheur du pays, sans qu'aucun bruit se fît entendre de quelque acte blâmable, et le royaume enveloppé d’éclat et d’une lumière d’aurore respira d'un air irakien. »

Almanzor n’apporte guère de changements au sein de l’administration. À l'inverse l’armée est réorganisée en profondeur, l’ambition d’Almanzor étant de faire du califat la première puissance d'Europe. Craignant que les partisans arabes des omeyyades se révoltent contre celui qu’ils considèrent comme un usurpateur, mais également désireux de disposer d’un grand nombre d’hommes pour continuer à mener le jihâd, Almanzor se tourne vers le Maghreb et ses tribus berbères, qu’il a eu l'occasion de rencontrer et de mesurer la valeur au combat alors qu’il était au service du calife Al-Hakam. Il appelle tout volontaire berbère ou d'Afrique noire à le rejoindre avec la promesse de généreuses récompenses. Des dizaines de milliers de soldats venus du Maghreb ou d’Afrique subsaharienne répondent immédiatement à l’appel et s’enrichissent rapidement. Devant cet afflux d’immigrants, Cordoue doit même être agrandie ainsi que sa grande mosquée qui, par ses plus de vingt-deux mille mètres carrés, est devenue la troisième mosquée du monde musulman par la taille,. Un poète commente ce flux migratoire berbère :

« Au moment où ces Africains arrivent à Cordoue, leurs vêtements tombent en lambeaux mais bientôt on les voit exhiber dans les rues les plus précieuses étoffes et montant les plus beaux coursiers, tandis qu’ils habitaient des palais dont ils n’avaient jamais vu pareils, même dans leurs rêves »

Afin de souder les troupes mais aussi d’éviter des révoltes des tribus arabes ou berbères, Almanzor impose dans les unités des quotas de combattants d'origine étrangère, chrétienne et réorganise les troupes sans prendre en compte l’appartenance de chaque soldat à sa tribu d’origine. La réorganisation de l’armée n'est pas du goût de Ghâlib, son beau-père, général reconnu et royaliste convaincu, qui critique d’autant plus son comportement vis-à-vis du calife Hisham II. Le 10 juillet 981 à la bataille de San Vicente, Almanzor combat Ghâlib qui meurt dans la bataille en tombant de cheval,. À la suite de cette victoire, il s’approprie le surnom honorifique d'Almanzor qui signifie le Victorieux. Là encore, il n'ose pas le faire suivre du terme bi-llâh, réservé aux califes, montrant ainsi qu’il connaît les limites à ne pas franchir.
Aux soldats berbères s’ajoutent des mercenaires chrétiens provenant du nord de la péninsule Ibérique, attirés non seulement par les richesse offertes par Almanzor, mais également par la sécurité et le sentiment de justice qui règnent alors à Cordoue. Almanzor démontre envers ces mercenaires chrétiens une attention toute particulière comme avec l’instauration d’un jour de repos le dimanche ou encore une stricte égalité avec les musulmans. Ces mercenaires n’hésitent alors pas à combattre leur propre patrie[Information douteuse].

## La rupture avec Subh
En 996, après une vingtaine d'années au pouvoir, Almanzor décide qu'il est temps pour lui de prendre réellement le pouvoir en se proclamant calife afin d'installer sa propre famille au pouvoir. Cette idée lui était inconcevable auparavant, car la tradition voulait que le calife soit obligatoirement un descendant de la tribu Quraych descendants du prophète de l'islam et que le peuple finirait par se révolter. Mais les nombreuses victoires et les assassinats d'opposants ont fini par faire taire toute critique. De son côté le jeune calife Hishâm II qui a atteint depuis longtemps l'âge de régner est toujours confiné dans son palais sans possibilité de contact extérieur mis à part avec les personnes qu'Almanzor a autorisé. Subh, la mère d'Hishâm II qui avait longtemps été la bienfaitrice d'Almanzor comprend les intentions de celui-ci. Si son ancien protégé n'est pas chassé du pouvoir, son fils restera son prisonnier et n'accédera jamais au trône ; elle décide donc d'organiser un complot. Dans un premier temps Subh essaye de redonner confiance à son fils en le persuadant qu'il est temps pour lui de se détacher de la tutelle d'Almanzor qui après tout n'était qu'un petit noble de province. À l'extérieur du palais elle fait courir le bruit que son fils va bientôt sortir de son palais et enfin régner comme son père avant lui.
Hishâm obéit à sa mère et se montre de plus en plus critique envers Almanzor. Subh envoie dans le même temps des lettres et de l'argent à certains chefs du Maghreb leur demandant leur soutien dans son complot, dont Almanzor est très rapidement informé. Craignant pour son pouvoir mais aussi pour sa vie, il utilise toute sa force de persuasion pour convaincre Hishâm qu'il n'est pas encore prêt à gouverner, en prenant comme prétexte la difficulté du pouvoir, des combats et des intrigues politiques. Hishâm qui est resté très puéril à cause des nombreuses années de captivité, accepte les arguments d'Almanzor en abandonnant son projet et met par écrit sa volonté de voir Almanzor tenir le pouvoir, et les terres des chefs du Maghreb qui ont participé au complot tombent sous les mains du califat de Cordoue.

## Djihad

La péninsule ibérique en l'an 1000.

De 977, date de son premier exploit guerrier, jusqu'à sa mort, Al Mansûr mène plus de cinquante expéditions militaires toutes victorieuses au rythme de près de deux expéditions par an,,.
La formation qu'avait reçue Almanzor ne le prédestinait pas à la guerre ni même à devenir stratège. Juriste puis gestionnaire des biens de la princesse Subh et de ses enfants, sa carrière dans l'administration était toute tracée. Mais comme l'écrit l'auteur andalous Ibn al-Athîr, Almanzor ne cesse de songer au combat et il souligne son habileté et son adresse.
Almanzor se distingue par sa présence sur le champ de bataille, contrairement à Abd al-Rahman III, qui depuis la défaite de Simancas reléguait cette tâche aux grandes familles qui gouvernaient les marches d'Al-Andalus préférant rester à l'arrière afin de diriger les combats. Durant longtemps le djihâd andalou est resté défensif. Il consiste à riposter à des initiatives chrétiennes du nord sur les terres musulmanes. Sous le règne d'Almanzor, le combat devient offensif, le but n'étant pas de défendre les territoires acquis mais au contraire d'attaquer l'adversaire sur ses terres. Difficilement prévisible car menaçant toute la péninsule comme le montrent les cartes et d'une dureté inédite, Almanzor combattra les rois chrétiens selon le poète Ibn Darradj al-Kastalli « été comme hiver ». Les expéditions victorieuses, en plus du prestige qu'elles apportent au sein de la population assurent à Al-Andalus des rentrées d'argent conséquentes et aux soldats de généreuses récompenses composées d'or, de captifs ou d'animaux.
Durant le règne d'Almanzor, les expéditions n'aboutissent jamais à une expansion territoriale. En effet, le but de celles-ci n'est pas d'étendre les terres sous contrôle musulman, mais uniquement de soumettre et humilier les rois chrétiens. Les avantages de cette politique sont nombreux : elle permet de ne pas mobiliser trop de troupes dans le maintien des nouvelles villes conquises et impose aux chefs chrétiens de payer un tribut à l’instar des souverains de León, de Castille, de Pampelune ou de Catalogne.
Utilisant les valeurs guerrières des soldats berbères issus du Maghreb, Almanzor s'assure constamment d'avoir une supériorité numérique sur ses ennemis. Il fournit à ses nouveaux soldats d'Afrique du Nord des armes, des chevaux et de fortes récompenses, ce qui attire par conséquent de nombreux soldats issus de différentes tribus berbères qui se mélangent au sein de l'armée arabe,.

### Organisation

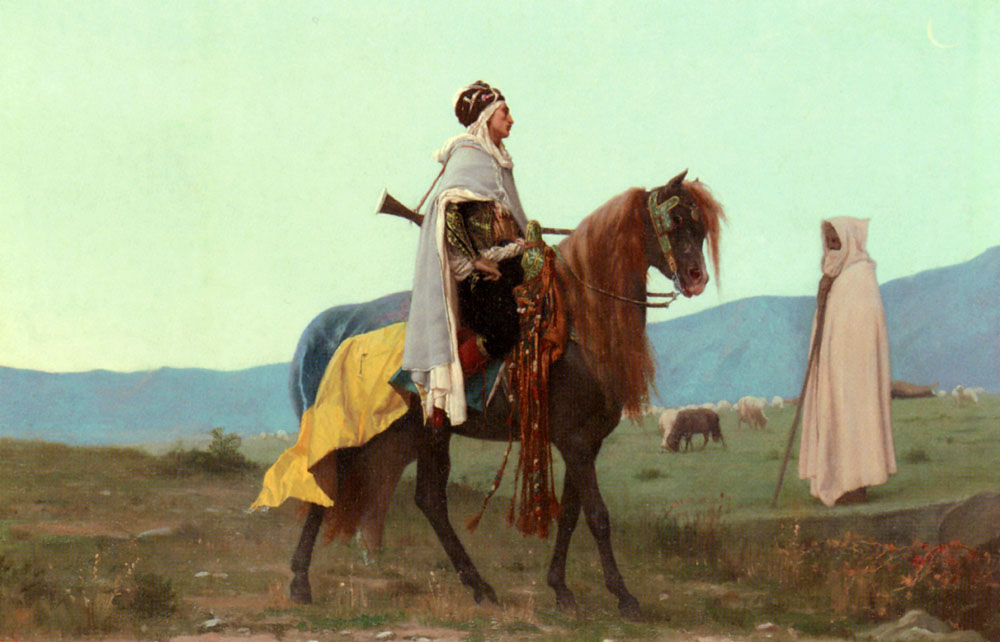
Cavalier arabe, huile sur toile de Gustave Boulanger, 1865.

Les préparatifs des expéditions militaires font l'objet d'un quasi-rituel et sont à chaque fois l'occasion pour le pouvoir amiride de grandes parades qui engagent des moyens considérables et permettent une démonstration de force qui impressionne le peuple. Le vendredi précédant le départ, l'armée, les chefs militaires et les vizirs se rassemblent à la Porte de la Victoire de la cité de Madinat Al-Zahîra, où ils paradent, ensuite les étendards sont remis dans la grande mosquée. L'itinéraire emprunté par le cortège n'est communiqué que la veille, obligeant les gouverneurs à une organisation rapide. Le nombre de combattants lors des expéditions est difficile à évaluer, mais on rapporte que lors d'une des campagnes Almanzor regroupa 46 000 cavaliers et 26 000 fantassins. Le poids de la cavalerie est donc conséquent, ce qui nécessite un nombre faramineux de chevaux issus des haras gouvernementaux de Séville ou qu'on réquisitionne dans tout Al-Andalûs. Les militaires prennent avec eux les vivres, les tentes, la literie, l'armement. Pour faciliter les mouvements, les catapultes sont stationnées à Medinaceli, ce qui fait de cette ville une étape incontournable à toute campagne.
Tout autant qu'il inspire le respect et l'admiration de ses hommes, Almanzor inspire la crainte. Au cours d'une inspection de troupe, il voit briller à contretemps une épée et fait immédiatement amener le coupable afin de lui demander pour quelle raison il tire l'épée sans qu'on ne le lui demande. Celui-ci lui répond que c'est uniquement pour la montrer à ses camarades mais la punition est lourde, car il a la tête tranchée et présentée devant les soldats. La crainte qu'il inspire à ses soldats permet à Almanzor d'imposer une discipline de fer qui donne au califat une puissance jusque-là inégalée bien qu'en question d'armement l'équipement soit identique à celui des rois chrétiens.

### Premiers raids

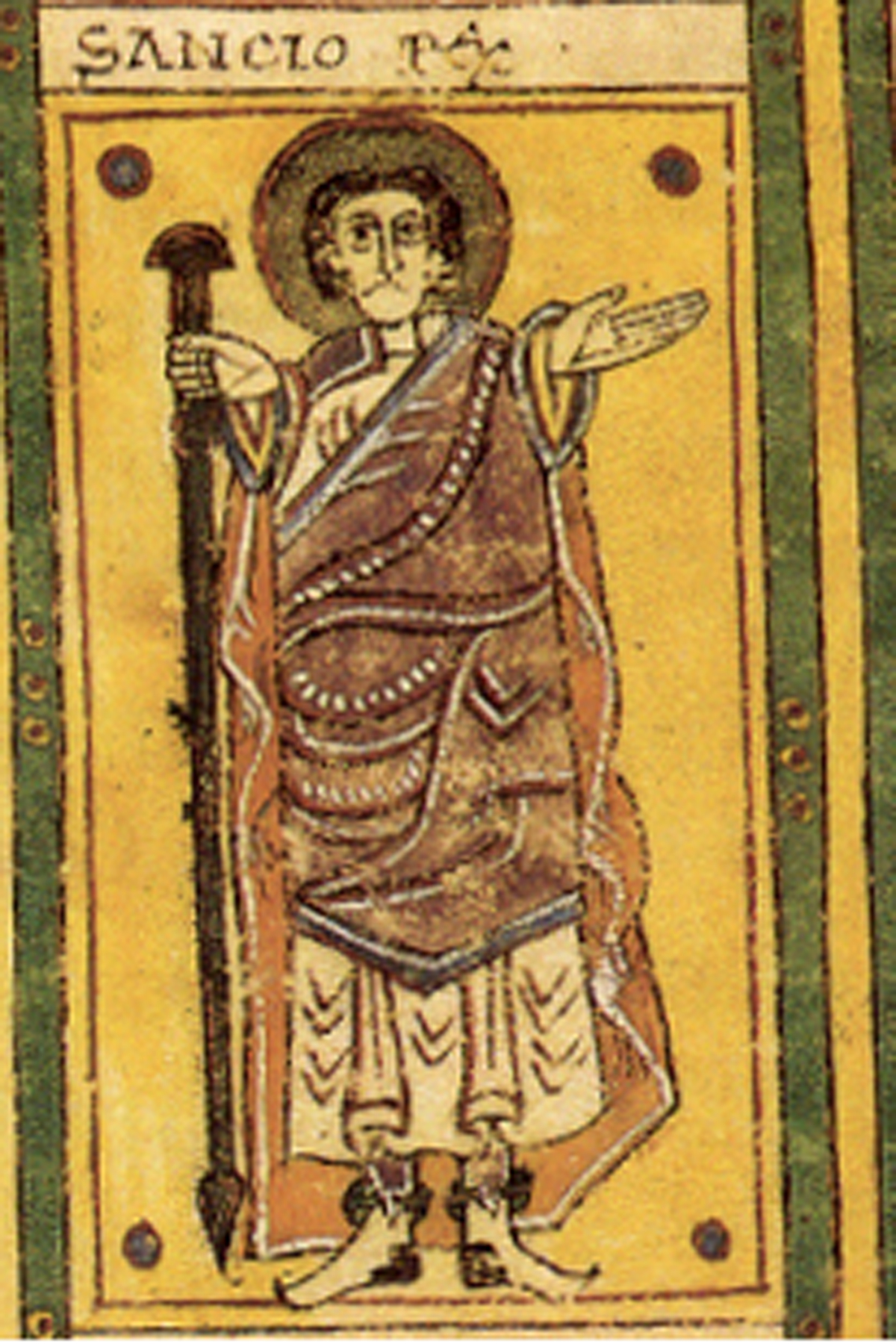
Le roi Sanche II dont Almanzor épousa la fille, Abda.

Le premier succès d'Almanzor date du mois de juillet 981 lorsqu'à la bataille de Torre Vicente il remporte une victoire sur son beau-père Ghâlib, le roi de Pampelune et du comte de Castille. Au retour de la bataille, il s'accorde même le nom d'Almanzor (le Victorieux). À la même date, son général Abd Allâh Pierre sèche assiège Zamora qu'il capture,. En 982, lors de l'expédition appelée « campagne des trois nations » par Al-Udhrî, Almanzor triomphe à nouveau de ses ennemis et attaque la ville de León. Il est probable que l'intention d'Almanzor est de prendre la ville, mais une tempête de neige l'oblige à retourner à Cordoue au mois d'octobre.
Toujours en 982, Almanzor, alerté d'une alliance de rois chrétiens pour l'attaque des terres musulmanes, doit reprendre le combat. Il inflige une défaite à ses adversaires à Rueda et détruit Simancas durant l'été 983. Selon des documents chrétiens rédigés quelques années plus tard à Compostelle, les musulmans qui assiègent la ville, parviennent à détruire les murailles puis s’engouffrent par l'une des portes de la citadelle et massacrent l'armée tout en capturant la population qui est ramenée à Cordoue. En 999, Pampelune est attaquée et en 1002 c'est au tour de La Rioja de subir le même sort.
Les défaites successives des rois chrétiens divisent les membres de l'alliance qui commencent à guerroyer entre eux. Très rapidement certains des anciens ennemis d'Almanzor passent des accords avec celui-ci, comme ce fut le cas avec Ramire III de León, puis Bermude II de León. En échange d'un tribut annuel, les rois de León obtiennent la ville de Zamora et l'aide d'une troupe musulmane dans leur lutte contre les rebelles. Cette alliance marque un tournant dans les relations avec les rois chrétiens, car ces derniers reconnaissent implicitement que sans Almanzor ils ne pourraient pas conserver leur trône et autorisent par conséquent le maître de Cordoue à s'ingérer dans les affaires intérieures des rois catholiques. La tactique de division n'est pas nouvelle, Abd al-Rahman III mais aussi Al-Hakam II a utilisé ces méthodes pour affaiblir les pays chrétiens. Mais Almanzor n'utilise pas uniquement la guerre pour soumettre les rois espagnols. Ainsi, selon le Dhikr Bilâd Al-Andalus, Almanzor oblige le roi Sanche II de Navarre à lui donner sa fille Abda, qui se convertit à l'islam et lui donne même un fils, Abd Al-Rahmân qu'elle appelle Sandjûl en hommage à son père Sanche (Sanchuello en espagnol). Cette alliance permet de faire les rois de Navarre qui s'ajoutent aux rois de León déjà tributaires.

### Prise de Barcelone
Au cours de l'été 985, Almanzor entreprend sa 23e campagne contre Barcelone cette fois-ci,. Au mois de mai, l'armée quitte Cordoue et traverse les villes d'Elvira, de Baza, et de Murcie et avec elle une quarantaine de poètes venus mettre en chanson les exploits d'Almanzor. Après un arrêt fastueux à Murcie chez un riche propriétaire arabe, Almanzor reprend la route pour arriver le 1er juillet devant les murs de Barcelone. En six jours la ville est prise et un massacre s'ensuit tandis que de nombreux prisonniers sont ramenés à Cordoue. Cette expédition a un écho bien au-delà de la péninsule Ibérique, la ville ayant été conquise par les rois carolingiens deux siècles auparavant. Le raid sur Barcelone surprend les comtes de la ville d'autant plus que depuis près d'un demi-siècle et le calife Abd al-Rahman III, la cité entretient de bonnes relations avec le gouvernement de Cordoue. Cependant, Almanzor doutant des promesses catalanes fait fi des accords précédents en détruisant la cité et vengeant aux yeux du peuple cordouan la perte de la ville en 801 sous Al-Hakam Ier. Le but de ce raid n'est pas encore une fois la conquête de la ville mais uniquement l'humiliation et l'effroi au sein des nations chrétiennes mais aussi envers ses ennemis intérieurs qui se permettent de le critiquer. Dans ce sens, l'objectif est atteint car la prise de Barcelone marque durablement la chrétienté et fait taire les critiques internes,. Paradoxalement comme le remarqua Pierre Bonnassie, le raid et par la suite le rachat de prisonniers permettent un important essor commercial de la cité catalane et très rapidement les relations entre les deux villes redeviennent cordiales. Dès lors, Almanzor abandonne cette région au profit des royaumes de Pampelune, de Castille, de León et de Galice.

### Almanzor le champion du djihad

Les campagnes d'Almanzor.

En 986, le roi de León et le roi de Pampelune, malgré les accords conclus avec Almanzor, décident d'expulser le contingent musulman qui commet des excès sur leurs terres. Cette décision mécontente le maître de Cordoue qui reprend la guerre contre les deux États. La même année il prend la direction de León, que le roi Bermude II avait fui, pour se réfugier à Zamora. Très rapidement il remporte la victoire et détruit la ville qui ne peut résister malgré ses hautes murailles. Peu de temps après, c'est au tour de Zamora de capituler, obligeant Bermude II à fuir de nouveau. Aidé par la noblesse chrétienne de Galice et de León, Almanzor pille la région. Ces derniers, hostiles au roi, n'avaient aucun scrupule à pactiser avec un musulman à l'instar de leur roi, qui avait fait de même quelques années auparavant. En 987, il prend la route de Coimbra qui est totalement détruite et en 989 il attaque le comte de Castille, assiège San Esteban de Gormaz et remporte Osma. En 993, Almanzor épouse la fille du roi Bermude II, Teresa. L'année suivante il attaque la Castille et détruit Clunia et Ávila. En 996, il attaque de nouveau le roi Bermude II et lui impose le paiement d'un tribut annuel.
Durant près de vingt-cinq ans, Almanzor alterne campagnes militaires et purges internes. Ses espions se trouvent dans toutes les couches de la société et la moindre trahison aussi bien de ses sujets que celle des rois chrétiens est sévèrement punie.

### Pillage de Saint-Jacques-de-Compostelle

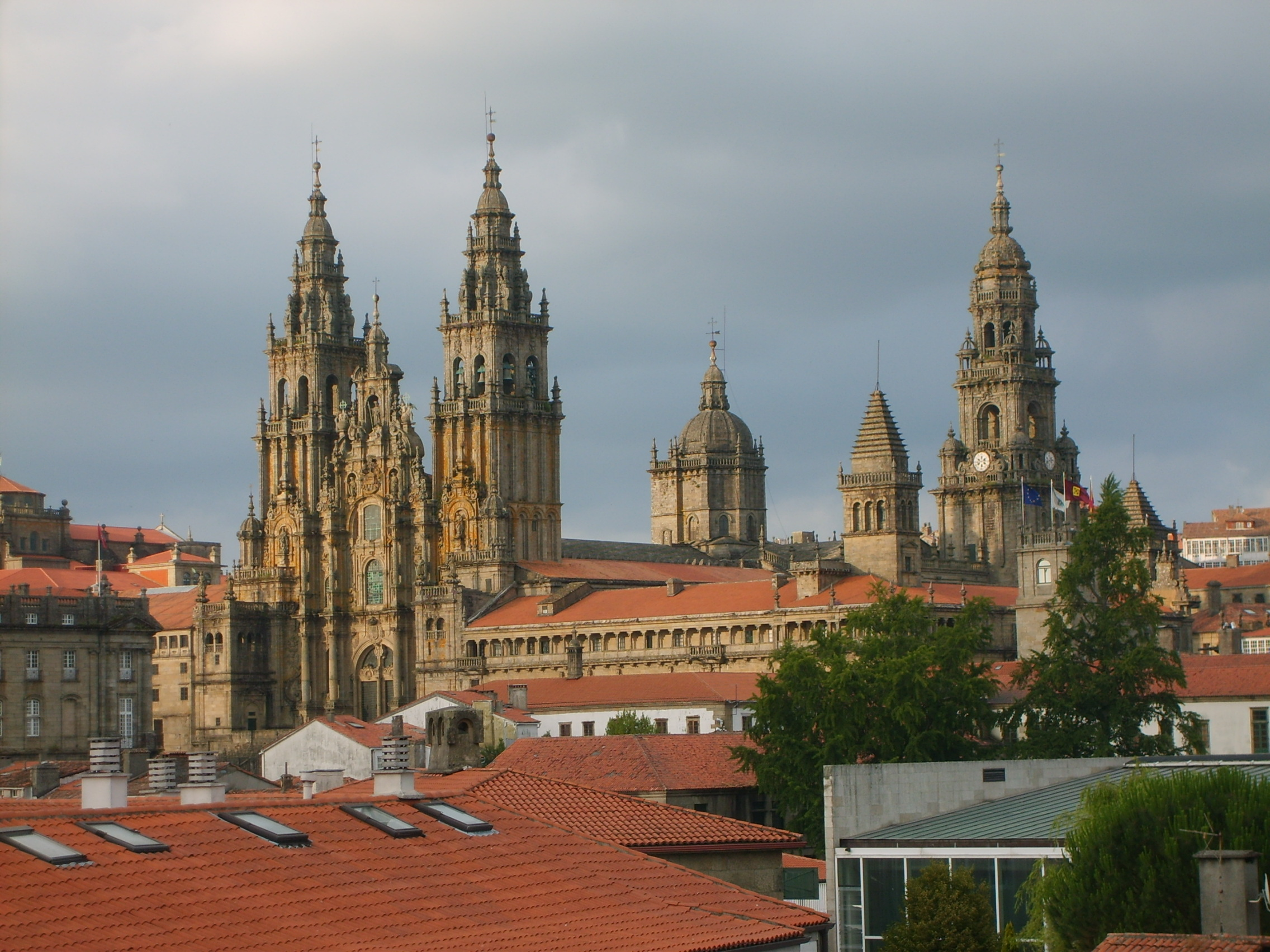
La cathédrale de Saint-Jacques-de-Compostelle.

Une des plus célèbres expéditions d'Almanzor a lieu en 997, contre Saint-Jacques-de-Compostelle,. La ville située en Galice, région qu'aucune troupe musulmane n'a jamais atteinte, pas même lors de la conquête du VIIIe siècle, intéresse le dirigeant de Cordoue qui à ce moment guerroie au Maghreb. La situation est d'autant plus sérieuse que Bermude II souhaite profiter de l'éloignement d'Almanzor pour rompre les liens de vassalité qu'il entretient avec ce dernier. Alerté, Almanzor souhaite démontrer sa puissance en menant un front au Maghreb et un autre en Europe. L'attaque de la cité de Saint-Jacques-de-Compostelle, connue dans toute la chrétienté, lui est alors suggérée par un noble lui-même chrétien et le 3 juillet 997 une puissante armée musulmane quitte Cordoue pour la 48e expédition d'Almanzor. En traversant Coria et Viseu, l'armée est renforcée par plusieurs comtes chrétiens.
Le 10 août, les forces musulmanes sont aux portes de Saint-Jacques-de-Compostelle, désertée par ses habitants. Durant une semaine la ville est pillée et finalement incendiée, la basilique rasée mais la tombe de l'apôtre y reposant est conservée de même que la vie du moine chargé de sa conservation est épargnée. Les portes de la cité ainsi que les cloches de l'église sont transportées à Cordoue de même qu'un nombre considérable de prisonniers. Les comtes chrétiens ayant participé à la prise de la ville sont quant à eux généreusement récompensés,,.
Le saccage de la ville est considéré comme un affront à toute la chrétienté qui se répandra à travers tout l'Occident. Quant au roi Bermude, totalement dépassé par les évènements et incapable de protéger la ville, il voit son pouvoir et son autorité sapés.

## Décès
En 999, malade de la goutte et âgé d'une soixantaine d'années, Almanzor entreprend une campagne contre Pampelune l'année suivante. Le comte de Castille, s'étant rebellé, subit une attaque du maître de Cordoue dans la région du cours moyen du Douro. L'issue de la bataille est incertaine, pour certains c'est une victoire d'Almanzor, pour d'autres c'est sa défaite. Toutefois si c'est une victoire, elle est difficilement acquise, preuve que les armées d'Almanzor sont moins fortes qu'auparavant. Après avoir pillé la région en guise de vengeance, Almanzor rentre à Cordoue.
Au bout d'une carrière riche et victorieuse de près d'un quart de siècle, Almanzor entreprend sa dernière expédition en direction de La Rioja, expédition à nouveau couronnée de succès. Au retour de celle-ci, Almanzor, insomniaque et malade, incapable de tenir sur son cheval, s'arrête à Medinaceli et, après avoir donné des conseils à son fils Abdel Malik, dit adieu à ses généraux. Il meurt la nuit du 27e jour du mois de Ramadan soit le 10 ou 11 août 1002,. Selon sa volonté il est enterré dans la cour de l'alcazar de la ville,. On appose sur sa pierre tombale la phrase suivante :

« Les traces qu'il a laissées sur la terre t'apprendront son histoire, comme si tu la voyais de tes yeux. Par Allah! le temps n'en amènera jamais un semblable ni personne qui, comme lui, défende nos frontières. »

## Famille et descendance
Almanzor eut plusieurs femmes au cours de sa vie, aussi bien chrétiennes que musulmanes. La plus connue étant Asma, la fille de Ghâlib. Il eut d'elle deux fils :
- Abd-Allah (mort en 990) ;
- Abd al-Malîk al-Muzaffar (mort en 1008).

Par ailleurs, il se maria avec :
- Abda, fille de Sanche II de Navarre qui lui donna son autre fils Abd al-Rahman Sandjûl (983-1009) ;
- Teresa fille de Bermude II de León ;
- Onneca, fille de García Ier de Castille.

## Héritage

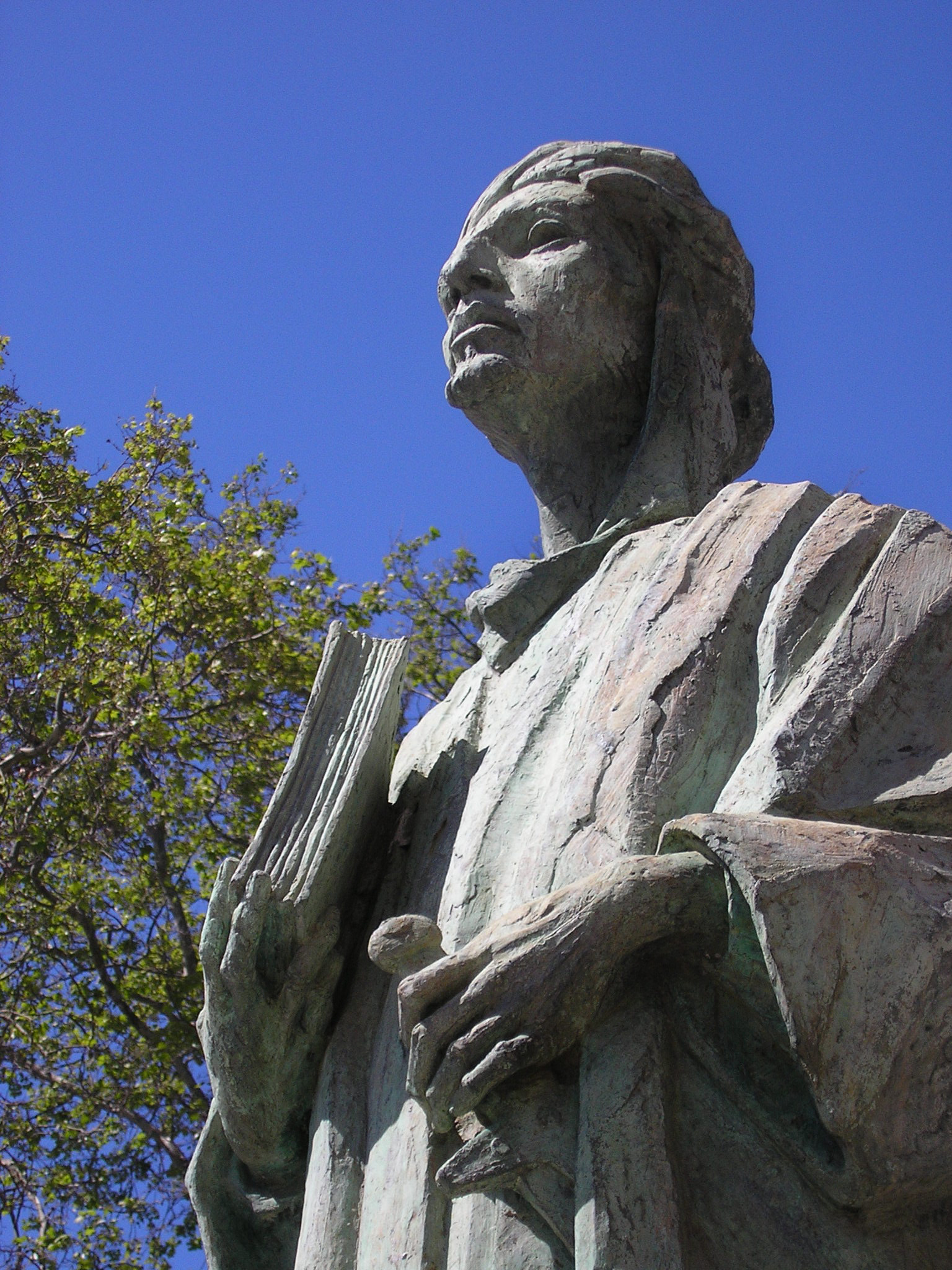
Statue d'Almanzor à Algeciras.

À sa mort (1002) dans la ville de Madinat-al-Salim (aujourd'hui Medinaceli) au retour d'une expédition, ses fils Abd al-Malik et Sanchuelo lui succèdent jusqu'en 1009, quand commence la guerre civile qui aboutit à la disparition du califat en 1031. Les historiens arabes se montrent très critiques envers ses deux fils qu'ils accusent de s'être trop adonnés au vin, aux femmes et d'avoir délaissé le combat[réf. nécessaire]. Or la situation qui mena à la fin du califat possède des origines bien plus profondes, le règne d'Almanzor n'ayant servi que de catalyseur.
Sa gestion désastreuse des finances du pays joue un rôle important dans les révoltes qui suivront. Al-Hakam II avait de son vivant amassé de grandes richesses, près de quarante millions de dinars, soit environ six ans de recettes. Almanzor, par son enrôlement systématique de mercenaires, l'achat et les récompenses de chefs de tribus berbères ou encore la construction du palais de Madinat Al-Zâhira, a englouti ces précieuses économies et aggravé la crise qui s'ensuivra,. Plus grave, en supprimant les privilèges et en réduisant la puissance de l'ancienne noblesse arabe au profit de mercenaires berbères ou chrétiens totalement indifférents à la culture andalouse, il rompt l'équilibre social qui avait prévalu durant les trois siècles précédents et qui avait fait la gloire du califat. Enfin, alors qu'avec ses prédécesseurs les guerres entre chrétiens et musulmans ne consistaient qu'en de petites batailles et que, le reste du temps, les relations étaient cordiales, les pillages et crimes commis par Almanzor sur les terres des rois catholiques du Nord marqueront durablement la chrétienté et accéléreront la Reconquista. Coïmbra tombe en 1064 et Tolède, la capitale du savoir andalou, est prise en 1085, moins d'un siècle après la mort d'Almanzor.

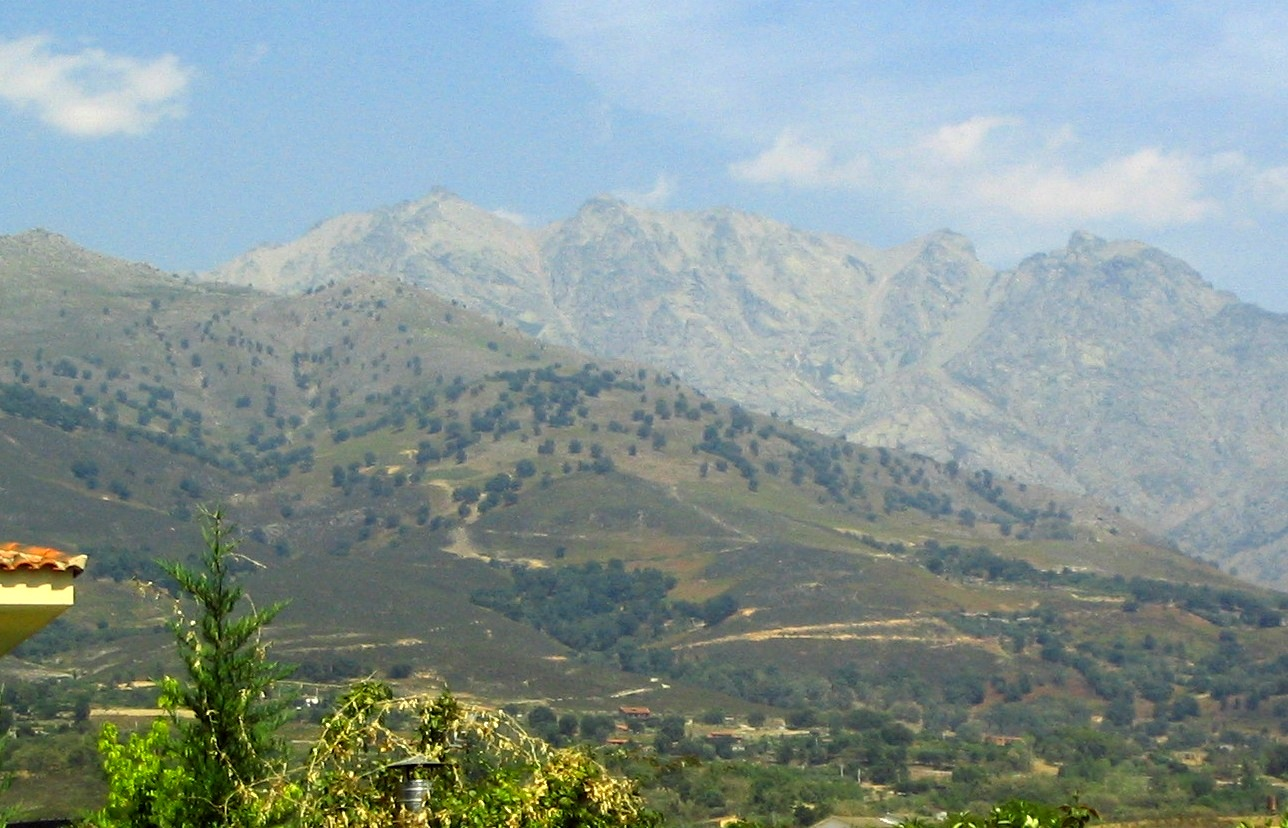
Pic Almanzor nom donné en souvenir d'Almanzor qui lors d'une des campagnes s'est extasié devant ce paysage.

Bien qu'il infligeât des années de terreur aux rois chrétiens, les récits sur Almanzor dépassèrent à peine la péninsule ibérique et le plus souvent ils sont soit faux, soit très vagues. En Espagne même les ressources sont rares et sont le plus souvent en rapport avec la destruction de Compostelle ; mais c'est paradoxalement à Barcelone que son souvenir est le plus vivant. Son attaque sur la ville et la non-assistance des rois carolingiens et capétiens marque la naissance de la Catalogne. Au cours du Moyen Âge, sa biographie fera même l'objet d'éloges, le comptant ainsi dans l'imaginaire occidental parmi les chevaliers de l'islam tels que Saladin. Bien que les campagnes menées par Almanzor aient été désignées par lui-même comme jihâd, que la destruction et le pillage d'églises et de monastères aient été monnaie courante (essentiellement pour les richesses que contenaient ces bâtiments), Almanzor n'était pas un fanatique religieux. Les récits chrétiens, bien qu'ils aient décrit Almanzor comme le fléau des chrétiens et un allié du démon, ne montrent pas pour autant une hausse des persécutions envers les chrétiens. Almanzor lui-même a engagé de nombreux mercenaires et guerroyé avec des comtes chrétiens, le but premier de ses campagnes étant non pas une guerre contre la chrétienté mais uniquement l'acquisition de richesses, d'esclaves et l'humiliation des rois chrétiens.
En 2002, plusieurs villes comme Cordoue, Évora voire Poitiers fêteront le millénaire de la mort du maître de Cordoue, et même si les sources à son propos sont rares, il fait l'objet encore de nos jours de nombreux récits, livres et poèmes.